# 国家市场监督管理总局
国家市场监督管理总局，标准简称市场监管总局，亦简称国家市场监管总局、市监总局，是中华人民共和国国务院负责市场综合监督管理的正部级直属机构。
国家市场监督管理总局主要负责市场综合监督管理，统一登记市场主体并建立信息公示和共享机制；组织市场监管综合执法工作，承担反垄断统一执法，规范和维护市场秩序；组织实施质量强国战略，负责工业产品质量安全、食品安全、特种设备安全监管；统一管理计量标准、检验检测、认证认可工作等。

## 沿革

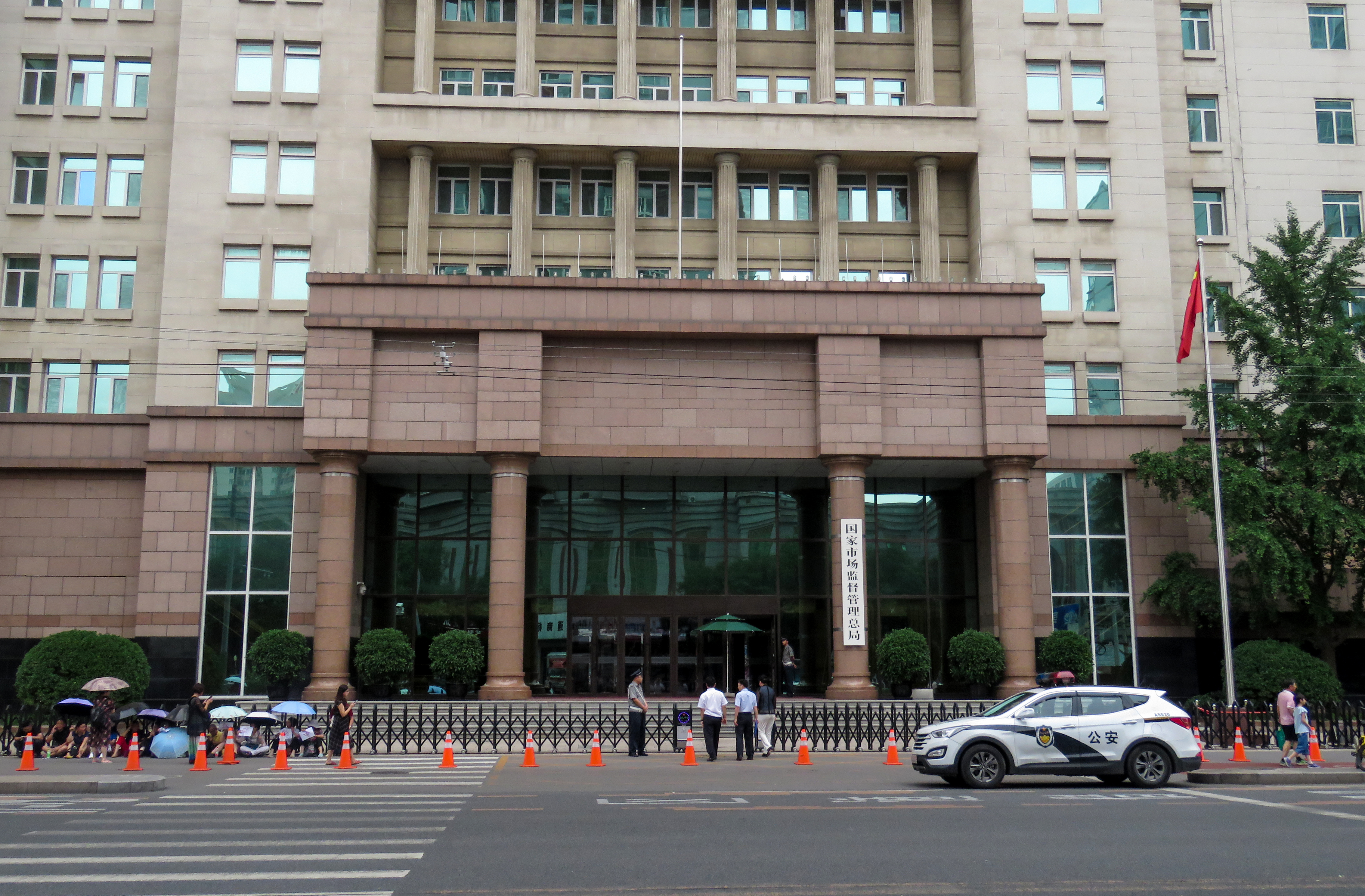
国家市场监督管理总局正门（2018年7月摄），当时国家反垄断局尚未挂牌

2018年3月17日第十三届全国人民代表大会第一次会议通过《第十三届全国人民代表大会第一次会议关于国务院机构改革方案的决定》，批准《国务院机构改革方案》。方案规定：“组建国家市场监督管理总局。将国家工商行政管理总局的职责，国家质量监督检验检疫总局的职责，国家食品药品监督管理总局的职责，国家发展和改革委员会的价格监督检查与反垄断执法职责，商务部的经营者集中反垄断执法以及国务院反垄断委员会办公室等职责整合，组建国家市场监督管理总局，作为国务院直属机构。同时，组建国家药品监督管理局，由国家市场监督管理总局管理。将国家质量监督检验检疫总局的出入境检验检疫管理职责和队伍划入海关总署。保留国务院食品安全委员会、国务院反垄断委员会，具体工作由国家市场监督管理总局承担。国家认证认可监督管理委员会、国家标准化管理委员会职责划入国家市场监督管理总局，对外保留牌子。不再保留国家工商行政管理总局、国家质量监督检验检疫总局、国家食品药品监督管理总局。”
2018年3月21日，国家市场监督管理总局正式成立。2018年4月10日，国家市场监督管理总局正式挂牌，白底黑字的“国家市场监督管理总局”牌子挂在原国家工商行政管理总局办公楼门口。
2020年8月31日，根据国家发展改革委《关于全面推开行业协会商会与行政机关脱钩改革的实施意见》（发改体改〔2019〕1063号），原由市场监管总局（含原工商总局、原食药监局等）主管的中国国际旅行卫生保健协会、中国质量检验协会、中国出入境检验检疫协会等30余家行业协会（商会）与市场监管总局分离，依法直接登记、独立运行，剥离行政职能，不再设置业务主管单位。取消对其的直接财政拨款，通过政府购买服务等方式支持其发展。
2020年10月17日，第十三届全国人大常委会第二十二次会议通过关于修改《中华人民共和国国旗法》《中华人民共和国国徽法》的决定，规定“各级人民政府市场监督管理部门对国旗的制作和销售实施监督管理。”“各级人民政府市场监督管理部门对国徽的制作和销售实施监督管理。”
2020年12月22日，中华人民共和国国务院通过《国务院关于实施动产和权利担保统一登记的决定》（国发〔2020〕18号），规定自2021年1月1日起，在全国范围内实施动产和权利担保统一登记。同时规定，国家市场监督管理总局不再承担“管理动产抵押物登记”职责。中国人民银行负责制定生产设备、原材料、半成品、产品抵押和应收账款质押统一登记制度，推进登记服务便利化。
2021年11月18日，国家反垄断局正式挂牌成立。国家反垄断局作为国家市场监督管理总局对外保留的牌子。国家市场监督管理总局（国家反垄断局）竞争政策协调司负责政策协调（含查处行政性垄断、公平竞争审查），反垄断执法一司负责垄断协议与滥用市场支配地位案件调查，反垄断执法二司负责经营者集中审查。

## 职责
根据《国家市场监督管理总局职能配置、内设机构和人员编制规定》，市场监管总局承担下列职能：
1. 负责市场综合监督管理。起草市场监督管理有关法律法规草案，制定有关规章、政策、标准，组织实施质量强国战略、食品安全战略和标准化战略，拟订并组织实施有关规划，规范和维护市场秩序，营造诚实守信、公平竞争的市场环境。
2. 负责市场主体统一登记注册。指导各类企业、农民专业合作社和从事经营活动的单位、个体工商户以及外国（地区）企业常驻代表机构等市场主体的登记注册工作。建立市场主体信息公示和共享机制，依法公示和共享有关信息，加强信用监管，推动市场主体信用体系建设。
3. 负责组织和指导市场监管综合执法工作。指导地方市场监管综合执法队伍整合和建设，推动实行统一的市场监管。组织查处重大违法案件。规范市场监管行政执法行为。
4. 负责反垄断统一执法。统筹推进竞争政策实施，指导实施公平竞争审查制度。依法对经营者集中行为进行反垄断审查，负责垄断协议、滥用市场支配地位和滥用行政权力排除、限制竞争等反垄断执法工作。指导企业在国外的反垄断应诉工作。承担国务院反垄断委员会日常工作。
5. 负责监督管理市场秩序。依法监督管理市场交易、网络商品交易及有关服务的行为。组织指导查处价格收费违法违规、不正当竞争、违法直销、传销、侵犯商标专利知识产权和制售假冒伪劣行为。指导广告业发展，监督管理广告活动。指导查处无照生产经营和相关无证生产经营行为。指导中国消费者协会开展消费维权工作。
6. 负责宏观质量管理。拟订并实施质量发展的制度措施。统筹国家质量基础设施建设与应用，会同有关部门组织实施重大工程设备质量监理制度，组织重大质量事故调查，建立并统一实施缺陷产品召回制度，监督管理产品防伪工作。
7. 负责产品质量安全监督管理。管理产品质量安全风险监控、国家监督抽查工作。建立并组织实施质量分级制度、质量安全追溯制度。指导工业产品生产许可管理。负责纤维质量监督工作。
8. 负责特种设备安全监督管理。综合管理特种设备安全监察、监督工作，监督检查高耗能特种设备节能标准和锅炉环境保护标准的执行情况。
9. 负责食品安全监督管理综合协调。组织制定食品安全重大政策并组织实施。负责食品安全应急体系建设，组织指导重大食品安全事件应急处置和调查处理工作。建立健全食品安全重要信息直报制度。承担国务院食品安全委员会日常工作。
10. 负责食品安全监督管理。建立覆盖食品生产、流通、消费全过程的监督检查制度和隐患排查治理机制并组织实施，防范区域性、系统性食品安全风险。推动建立食品生产经营者落实主体责任的机制，健全食品安全追溯体系。组织开展食品安全监督抽检、风险监测、核查处置和风险预警、风险交流工作。组织实施特殊食品注册、备案和监督管理。
11. 负责统一管理计量工作。推行法定计量单位和国家计量制度，管理计量器具及量值传递和比对工作。规范、监督商品量和市场计量行为。
12. 负责统一管理标准化工作。依法承担强制性国家标准的立项、编号、对外通报和授权批准发布工作。制定推荐性国家标准。依法协调指导和监督行业标准、地方标准、团体标准制定工作。组织开展标准化国际合作和参与制定、采用国际标准工作。
13. 负责统一管理检验检测工作。推进检验检测机构改革，规范检验检测市场，完善检验检测体系，指导协调检验检测行业发展。
14. 负责统一管理、监督和综合协调全国认证认可工作。建立并组织实施国家统一的认证认可和合格评定监督管理制度。
15. 负责市场监督管理科技和信息化建设、新闻宣传、国际交流与合作。按规定承担技术性贸易措施有关工作。
16. 管理国家药品监督管理局、国家知识产权局。
17. 完成国务院交办的其他任务。

## 机构设置
根据《国家市场监督管理总局职能配置、内设机构和人员编制规定》、《中央编办关于国家市场监督管理总局所属事业单位机构编制的批复》（中编办复字〔2018〕118号），市场监管总局设置下列机构：

### 内设机构
- 办公厅
- 综合规划司
- 法规司
- 执法稽查局
- 登记注册局（小微企业个体工商户专业市场党建工作办公室）
- 信用监督管理司
- 竞争政策协调司
- 反垄断执法一司
- 反垄断执法二司
- 价格监督检查和反不正当竞争局（规范直销与打击传销办公室）
- 网络交易监督管理司
- 广告监督管理司
- 质量发展局
- 产品质量安全监督管理司
- 食品安全协调司
- 食品生产安全监督管理司
- 食品经营安全监督管理司
- 特殊食品安全监督管理司
- 食品安全抽检监测司
- 特种设备安全监察局
- 计量司
- 标准技术管理司
- 标准创新管理司
- 认证监督管理司
- 认可与检验检测监督管理司
- 新闻宣传司
- 科技和财务司
- 人事司
- 国际合作司（港澳台办公室）
- 机关党委
- 离退休干部办公室

### 市场监管总局管理的国家局
- 国家药品监督管理局（副部级）

对外保留国家局牌子
- 国家反垄断局（副部级）
- 国家认证认可监督管理委员会（副部级）
- 国家标准化管理委员会（副部级）

### 直属事业单位
- 国家市场监督管理总局机关服务中心（机关服务局）
- 中国网络安全审查认证和市场监管大数据中心
- 国家市场监督管理总局发展研究中心
- 国家市场监督管理总局行政学院
- 国家市场监督管理总局专业技术人才开发中心
- 国家市场监督管理总局竞争政策与评估中心
- 中国纤维质量监测中心
- 国家市场监督管理总局食品审评中心（国家中药品种保护审评委员会）
- 国家市场监督管理总局缺陷产品召回技术中心
- 中国计量科学研究院（国家时间频率计量中心、国家标准物质研究中心）
- 中国标准化研究院
- 中国检验检疫科学研究院（国家食品安全危害分析和关键控制点应用研究中心）
- 中国特种设备检测研究院
- 中国合格评定国家认可中心
- 全国组织机构统一社会信用代码数据服务中心
- 国家市场监督管理总局认证认可技术研究中心
- 国家市场监督管理总局国家标准技术审评中心
- 中国市场监管报社
- 中国质量报刊社
- 中国消费者报社（主管）

### 直属企业单位
- 中国物品编码中心有限公司
- 中国工商出版社有限公司
- 中国质量标准出版传媒有限公司

### 主管社会团体
- 中国市场监督管理学会
- 中国计量测试学会
- 中国检验检测学会
- 中国个体劳动者协会
- 中国消费者协会（挂靠）
- 中国质量万里行促进会
- 中国品牌建设促进会
- 中国消费品质量安全促进会

## 历任领导
| 局长 - 张 茅（2018年3月－2019年5月17日） - 肖亚庆（2019年5月17日－2020年8月2日） - 张 工（2020年8月2日－2022年6月24日） - 罗 文（2022年7月8日－） 副局长 - 毕井泉（2018年3月－2018年8月，引咎辞职） - 马正其（2018年3月－2019年5月） - 甘 霖（2018年3月－2023年11月） - 唐 军（2018年3月－2022年6月） - 田世宏（2018年3月－2024年9月，兼国家标准化管理委员会主任） - 孙梅君（2018年3月－2021年1月） - 秦宜智（2018年3月－2023年6月，正部长级） - 熊茂平（2021年3月－2021年10月） - 蒲 淳（2021年11月－2025年1月，2023年12月起兼国家认证认可监督管理委员会主任） - 燕 军（2023年1月－2023年10月） - 柳 军（2023年7月－） - 孟 扬（2023年12月－） - 白清元（2024年7月－，民革党员） - 邓志勇（2024年11月－，2025年2月起兼国家标准化管理委员会主任） - 束 为（2025年1月－，2025年2月起兼国家认证认可监督管理委员会主任） 局务会议其他成员 - 焦 红（2018年3月－2023年9月，国家药品监督管理局局长） 反垄断总监 …… - 王铁汉（2024年12月－） 总工程师 …… - 刘 敏（2025年1月－） 食品安全总监 …… - 孙会川（2025年1月－，兼食品抽检司司长至2025年7月） | 党组书记 - 毕井泉（2018年3月－2018年8月，引咎辞职） - 张 茅（2018年9月－2019年5月17日） - 肖亚庆（2019年5月17日－2020年7月31日） - 张 工（2020年7月31日－2022年5月28日） - 罗 文（2022年6月17日－） 党组副书记 - 张 茅（2018年3月－2018年9月） 中央纪委国家监委驻市场监管总局纪检监察组组长 - 刘 实（2018年3月－2020年3月） - 杨逸铮（2020年3月－2024年10月） - 林国耀（2024年10月－） 党组成员 - 马正其（2018年3月－2019年5月） - 唐 军（2018年3月－2022年5月） - 田世宏（2018年3月－2024年9月，兼国家标准化管理委员会主任） - 刘 实（2018年3月－2020年3月，中央纪委国家监委驻市场监管总局纪检监察组组长） - 孙梅君（2018年3月－2021年1月） - 秦宜智（2018年3月－2023年6月，正部长级） - 陈 钢（2018年3月－2019年7月） - 申长雨（2018年3月－2023年6月，兼国家知识产权局局长、党组书记） - 刘俊臣（2018年3月－2018年11月） - 李 利（2018年3月－，兼国家药品监督管理局党组书记、局长） - 杨逸铮（2020年3月－2024年10月，中央纪委国家监委驻市场监管总局纪检监察组组长） - 林国耀（2024年10月－，中央纪委国家监委驻市场监管总局纪检监察组组长） - 熊茂平（2021年3月－2021年10月） - 蒲 淳（2021年11月－2025年1月） - 燕 军（2023年1月－2023年10月） - 柳 军（2023年7月－，直属机关党委书记） - 孟 扬（2023年12月－） - 邓志勇（2024年11月－） - 束 为（2025年1月－） |